# Nsimbala wunda
Nsimbala wunda är en insektsart som beskrevs av Irena Dworakowska 1974. Nsimbala wunda ingår i släktet Nsimbala och familjen dvärgstritar. Inga underarter finns listade i Catalogue of Life.